# Mount MacFarlane
Mount MacFarlane är ett berg i Kanada.   Det ligger i provinsen British Columbia, i den södra delen av landet, 3 400 km väster om huvudstaden Ottawa. Toppen på Mount MacFarlane är 1 977 meter över havet.
Terrängen runt Mount MacFarlane är huvudsakligen bergig. Trakten runt Mount MacFarlane är nära nog obefolkad, med mindre än två invånare per kvadratkilometer.. 
I omgivningarna runt Mount MacFarlane växer i huvudsak barrskog.